# Sepicana
Sepicana – rodzaj chrząszczy z rodziny kózkowatych i podrodziny zgrzypikowych. 

## Zasięg występowania
Przedstawiciele tego rodzaju występują na Nowej Gwinei.

## Systematyka
Do Sepicana należy 6 gatunków:
- Sepicana albomaculata
- Sepicana arfakensis
- Sepicana armata
- Sepicana hauseri
- Sepicana migsominea
- Sepicana shanahani